# Millanringsgöl
Millanringsgöl är en sjö i Västerviks kommun i Småland och ingår i Marströmmens huvudavrinningsområde.